# Європейський конкурс з футболу серед жінок 1984
Європейський конкурс з футболу серед жінок 1984 — перший чемпіонат Європи з футболу серед жінок, проходив з 8 квітня по 27 травня. Дві фінальні гри проходили у Швеції та Англії (на полях обох збірних, кожна з команд грала на своєму (у своїй країні) та чужому (у країні суперника) поле). Чемпіонський титул завоювала збірна Швеції, яка обіграла в серії пенальті збірну Англії з рахунком 4-3 (основні матчі закінчилися з рахунком 1-0 на користь кожної зі збірних). Оскільки в турнірі взяли участь тільки 16 команд (менше половини членів УЄФА на той час), змагання не отримало офіційний статус чемпіонату.

## Півфінали

### Перші матчі
| 8 квітня 1984 14:30 |

| Англія | 2 – 1           | Данія |
| ------ | --------------- | ----- |
|        | Протокол (дан.) |       |

| «Гресті Роуд», Кру Глядачів: 1,000 |

| 8 квітня 1984 |

| Італія | 2 – 3           | Швеція |
| ------ | --------------- | ------ |
|        | Протокол (нім.) |        |

| «Фламініо», Рим Глядачів: 5,000 |

### Другі матчі
| 28 квітня 1984 |

| Данія | 0 – 1           | Англія |
| ----- | --------------- | ------ |
|       | Протокол (дан.) |        |

| «Йоррінг», Йоррінг Глядачів: 1,439 |

Англія перемогла з рахунком 3–1 за сумою двох матчів.
| 28 квітня 1984 |

| Швеція | 2 – 1           | Італія |
| ------ | --------------- | ------ |
|        | Протокол (нім.) |        |

| «Фолкунгалаввен», Лінчепінг Глядачів: 5,162 |

Швеція перемогла з рахунком 5–3 за сумою двох матчів.

## Фінал

### Перший матч
| 21 травня 1984 |

| Швеція | 1 – 0           | Англія |
| ------ | --------------- | ------ |
|        | Протокол (нім.) |        |

| "Уллеві", Гетеборг Глядачів: 5,552 |

### Другий матч
| 27 травня 1984 |

| Англія | 1 – 0           | Швеція |
| ------ | --------------- | ------ |
|        | Протокол (нім.) |        |

| «Кенілворт Роуд», Лутон Глядачів: 2,567 |

Швеція перемогла з рахунком 4-3 у серії пенальті (додатковий час не грався)